# Gouvernement Sagasta (5)
Le cinquième gouvernement Sagasta  est le gouvernement du royaume d'Espagne en fonction du 11 décembre 1892 au 23 mars 1895.
Il s'agit du deuxième gouvernement de la Restauration présidé par Sagasta, leader du Parti libéral fusionniste.
Il est marqué par l'engagement de l'Espagne dans la première guerre de Melilla (en).

## Histoire
En décembre 1892, une affaire de corruption à la municipalité de Madrid provoqua la crise du gouvernement Cánovas, que la régente résolut en faisant de nouveau appel à Sagasta — dans le débat qui eut lieu au Congrès, la rupture entre Cánovas et Silvela fut consommée —.  Suivant les usages de la Restauration, Sagasta obtint le décret de dissolution des Cortès et de convocation de nouvelles élections afin de se doter d'une large majorité en soutien du gouvernement. Les élections générales furent célébrées en mars 1893 et, comme on devait s’y attendre, furent un triomphe des candidatures gouvernementales — les libéraux obtinrent 281 députés, face à 61 pour les conservateurs (divisés entre canovistes, 44 sièges, et silvelistes, 17), 33 républicains unionistes, 14 républicains possibilistes (es) et 7 carlistes —.
Sagasta forma un gouvernement dit de notables car il incluait tous les chefs de faction du Parti libéral, y compris le général López Domínguez qui avait réintégré ses rangs, et les républicains possibilistes d’Emilio Castelar — que Cánovas obligea à abjurer de son républicanisme par la voix de Melchor Almagro —, et dut s'efforcer de concilier les postures droitières et protectionnistes de Germán Gamazo avec celles libre-échangistes et plus à gauche de Segismundo Moret. Au portefeuille du Budget, Gamazo se proposa d’atteindre l’équilibre budgétaire mais son projet se vit frustré par l'augmentation des dépenses causée par la brève guerre de Melilla (en), entre octobre 1893 et avril 1894. Le conflit fut déclenché par la construction d’un fort dans une zone proche de Sidi Guariach, à proximité d’où se trouvait une mosquée et un cimetière, ce qui fut considéré par les Rifains comme une profanation. De durs combats eurent lieu, notamment l’épisode du siège du fort de Cabrerizas Altas (es), où près d’un millier d'hommes furent encerclés et qui se solda par 41 morts et 121 blessés parmi les forces espagnoles
Pour sa part, le ministre de l'Outre-mer, Antonio Maura, gendre de Gamazo, mit en marche la réforme du régime colonial et municipal des Philippines afin de les doter d’une plus grande autonomie administrative — malgré l'opposition qu’elle suscita dans certains secteurs du nationalisme espagnol et de l'Église —, mais échoua dans sa tentative de faire de même à Cuba, car la réforme sembla trop avancée au Parti union constitutionnelle (en), formation cubaine espagnoliste, tout en satisfaisant pas les aspirations du Parti libéral autonomiste cubain. Le projet fut rejeté aux Cortès, où il fut qualifié d'« anti-patriotique », et Maura en vint à être qualifié de « flibustier », d’« ivrogne » et d’« énergumène ». Maura et Gamazo démisionnèrent, ouvrant une grave crise au sein du gouvernement Sagasta.

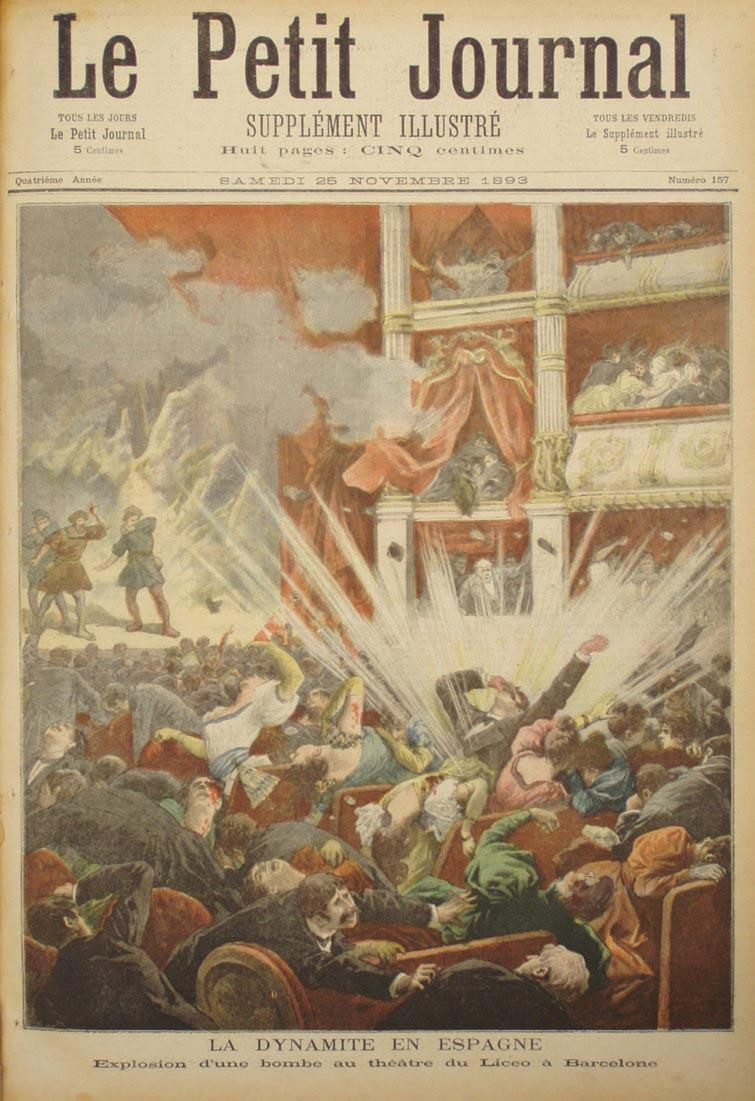
Une du Petit Journal sur l’attentat du Liceu, où une bombe lancée par un anarchiste causa 22 morts et 35 blessés.

Un grave problème auquel dut faire face le gouvernement fut le terrorisme anarchiste de la « propagande par le fait », justifié par ses partisans comme une réponse légitime à la violence de la société et de l'État bourgeois, qui rendait les conditions de vie de nombreux travailleurs intenables, et à la brutale répression policière. Les troubles anarchistes eurent pour épicentre la ville de Barcelone. Le premier attentat important (es) avait eu lieu en février 1892 sur la place Royale de Barcelone, causant la mort d'un chiffonnier et plusieurs autres blessés. Le premier attentat avec un objectif clairement politique (es) se produisit le 24 septembre 1893, dirigé contre le général Arsenio Martínez Campos, capitaine général de Catalogne et l’un des personnages clés de la Restauration. Martínez Campos ne fut que légèrement blessé, mais une personne mourut et d’autres furent blessés à différents degrés. L'auteur de l'attentat, le jeune anarchiste Paulí Pallàs (en) — qui fut fusillé deux semaines plus tard — justifia ses actes comme des représailles aux évènements (es) survenus à Jerez un an et demi plus tôt, au cours desquels environ 500 paysamns tentèrent de prendre la ville pour libérer des camarades emprisonnés dans la nuit du 8 janvier 1892, auxquels les autorités répondirent par une répression brutale et indiscriminée des organisations ouvrières andalouses — après la mort d’un assaillant et de deux habitants de la localité pendant les évènements, quatre ouvriers furent exécutés à l'issue d'un conseil de guerre, seize autres étant condamnés à l'emprisonnement à perpétuité, tous les condamnés ayant dénoncé des aveux obtenus sous la torture —. Avec les mêmes motifs que Pallàs, quelques semaines plus tard, l’anarchiste Santiago Salvador commit l’attentat du Liceu, lançant deux bombes dans le public du grand théâtre du Liceu — dont une seule explosa —, causant 22 morts et 35 blessés, cette succession de « scènes d'horreur » propageant un sentiment d'« alarme […] parmi la population barcelonaise ».
Le gouvernement finit par tomber en mars 1895, car Sagasta démissionna après avoir refusé d'accéder à la demande de Martínez Campos de faire juger par des tribunaux militaires les journalistes des deux journaux dont les rédactions avaient été assaillies par un groupe d'officier mécontents des nouvelles qu’ils avaient publiées et qu’ils considéraient injurieuses. Cánovas revint à la présidence du gouvernement. Un mois auparavant avait commencé la guerre d'indépendance cubaine.